# Kevin O'Connor
Kevin O'Connor, född den 19 oktober 1985 i Dublin i Irland, är en irländsk fotbollsspelare.
Han genomgår rehabilitering hos Wolverhampton Wanderers som han spelat för men kommer inte få något nytt kontrakt hos klubben. Han är en produkt av klubbens ungdomsverksamhet och hans debut i a-laget för Wolves var mot Plymouth den 5 augusti 2006. 
Han har spelat U-18, -20 och -21 fotboll för Irland. Han är bror med James O'Connor som spelar i Burnley.

## Klubbar
- Stockport County FC 2006 lån (23 mars–7 maj)
- Wolverhampton Wanderers FC 2005–2008
- AFC Telford United 2010
- Worcester City FC 2010–2012
- Bray Wanderers AFC 2012–2013
- Longford Town FC 2013–